# Districtul Kunszentmiklós
Kunszentmiklós (în maghiară Kunszentmiklósi járás) este un district în județul Bács-Kiskun, Ungaria.
Districtul are o suprafață de 769,81 km2 și o populație de 29.906 locuitori (2013).